# Maison d'Agnès Sorel (Loches)
La Maison d'Agnès Sorel est une maison située à Loches. Le monument fait l’objet d’une inscription et d'une inscription au titre des monuments historiques depuis le 27 juin 1962.

## Historique
L'hôtel est situé 19, rue du Château.